# Druhá vláda Arsenije Jaceňuka
Druhá vláda Arsenije Jaceňuka byla vláda Ukrajiny v čele s ministerským předsedou Arsenijem Jaceňukem úřadující od 27. listopadu 2014 do 14. dubna 2016. Dne 27. listopadu 2014 byl Jaceňuk ukrajinským parlamentem schválen novým premiérem. O pět dní později, 2. prosince, získala jeho vláda v parlamentu důvěru. Ve vládě jsou zastoupeni tři cizinci (Litevec Aivaras Abromavičius, Američanka Natalie Jareško a Gruzínec Alexandr Kvitašvili), kterým udělil prezident Petro Porošenko ukrajinské občanství krátce před hlasováním o důvěře vládě.
V září 2015 odešla Radikální strana Oleha Ljaška z koalice. Dne 3. února 2016 podal demisi ministr hospodářství a obchodu Aivaras Abromavičius. Dne 16. února 2016 proběhlo v parlamentu hlasování o vyslovení nedůvěry této vládě. Pro hlasovalo 194 poslanců, potřebnou nadpoloviční většinu (226 hlasů) se však nepodařilo získat. Parlament ale s 247 hlasy pro vyslovil alespoň nespokojenost s Jaceňukovou vládou. Po tomto hlasování opustila vládní koalici strana Baťkivščyna. Následující den se k Baťkivščyně přidala i strana Svépomoc. Premiér Jaceňuk tak ztratil většinovou podporu, začal proto vyjednávat o nové koalici s Blokem Petra Porošenka (dosud členem původní koalice) a Radikální stranou Oleha Ljaška (členem původní koalice do září 2015). V dubnu došlo mezi dvěma zbývajícími koaličními subjekty – Lidovou frontou a Blokem Petra Porošenka – k dohodě o vytvoření nové vlády, nyní již bez premiéra Jaceňuka. Ten podal demisi, kterou dne 14. dubna 2016 schválil ukrajinský parlament. Vytvořením nové vlády byl pověřen dosavadní předseda parlamentu Volodymyr Hrojsman.

## Složení vlády
| Portfej                                         | Ministr              | Strana | Strana                        | Nástup do úřadu  | Odchod z úřadu   |
| ----------------------------------------------- | -------------------- | ------ | ----------------------------- | ---------------- | ---------------- |
| Předseda vlády                                  | Arsenij Jaceňuk      |        | Lidová fronta                 | 2. prosince 2014 | úřadující        |
| Místopředseda vlády                             | Valerij Voščevskyj   |        | Radikální strana Oleha Ljaška | 2. prosince 2014 | 17. září 2015    |
| Místopředseda vlády                             | Hennadij Zubko       |        | nestraník                     | 2. prosince 2014 | úřadující        |
| Místopředseda vlády                             | Vjačeslav Kyrylenko  |        | Lidová fronta                 | 2. prosince 2014 | úřadující        |
| Ministr financí                                 | Natalie Jareško      |        | nestraník                     | 2. prosince 2014 | úřadující        |
| Ministr zahraničních věcí                       | Pavlo Klimkin        |        | nestraník                     | 2. prosince 2014 | úřadující        |
| Ministr obrany                                  | Stepan Poltorak      |        | nestraník                     | 2. prosince 2014 | úřadující        |
| Ministr vnitra                                  | Arsen Avakov         |        | Lidová fronta                 | 2. prosince 2014 | úřadující        |
| Ministr spravedlnosti                           | Pavlo Petrenko       |        | Lidová fronta                 | 2. prosince 2014 | úřadující        |
| Ministr hospodářství a obchodu                  | Aivaras Abromavičius |        | nestraník                     | 2. prosince 2014 | 3. února 2016    |
| Ministr dopravy                                 | Andrij Pyvovarskyj   |        | nestraník                     | 2. prosince 2014 | úřadující        |
| Ministr práce a sociálních věcí                 | Pavlo Rozenko        |        | Blok Petra Porošenka          | 2. prosince 2014 | úřadující        |
| Ministr pro místní rozvoj                       | Hennadij Zubko       |        | nestraník                     | 2. prosince 2014 | úřadující        |
| Ministr zdravotnictví                           | Alexandr Kvitašvili  |        | nestraník                     | 2. prosince 2014 | úřadující        |
| Ministr informační politiky                     | Jurij Stec           |        | Blok Petra Porošenka          | 2. prosince 2014 | úřadující        |
| Ministr energetiky a uhelného průmyslu          | Volodymyr Demčyšyn   |        | nestraník                     | 2. prosince 2014 | úřadující        |
| Ministr školství a vědy                         | Serhij Kvit          |        | Blok Petra Porošenka          | 2. prosince 2014 | úřadující        |
| Ministr kultury                                 | Vjačeslav Kyrylenko  |        | Lidová fronta                 | 2. prosince 2014 | úřadující        |
| Ministr mládeže a sportu                        | Ihor Ždanov          |        | Baťkivščyna                   | 2. prosince 2014 | úřadující        |
| Ministr zemědělství                             | Oleksij Pavlenko     |        | nestraník                     | 2. prosince 2014 | úřadující        |
| Ministr životního prostředí a přírodních zdrojů | Ihor Ševčenko        |        | nestraník                     | 2. prosince 2014 | 2. července 2015 |
| Ministr kabinetu ministrů                       | Hanna Onyščenková    |        | nestraník                     | 2. prosince 2014 | úřadující        |